# Comune Stradella
Comune Stradella è una frazione del comune di Bardi, in provincia di Parma.
La località dista 5,70 km dal capoluogo.

## Geografia fisica
La frazione appenninica di Comune Stradella, composta dalle due vicine località di Comune Soprano e Stradella, sorge alla quota di 609 m s.l.m., sulla sponda sinistra del torrente Noveglia, affluente destro del Ceno.

## Storia
A difesa della vallata del torrente Noveglia, percorsa dalla via degli Abati, in epoca alto-medievale fu edificato forse dai Longobardi il castello di Gravago; agli inizi del XIII secolo il maniero risultava appartenere ai Platoni.
Negli stessi anni nei pressi del piccolo borgo di Stradella fu costruita una cappella, dipendente dalla vicina pieve di Gravago.
In seguito il castello passò sotto il controllo del conte Ubertino Landi, che vi stanziò il congiunto Alberico Landi; nel 1268 i piacentini catturarono Alberico e costrinsero Ubertino, in cambio della sua liberazione, ad alienare il feudo per 700 lire piacentine al Comune di Piacenza, che a sua volta lo rivendette a Rinaldo Scoto. In risposta i Lusardi, alleati di Ubertino, attaccarono il maniero e lo restituirono al Conte; alla sua morte, il feudo passò ai suoi eredi Landi, che ne mantennero il possesso fino al 1687, quando i conti Platoni di Borgo Val di Taro ne acquistarono i diritti.
Nel 1772 il duca di Parma Ferdinando di Borbone ingiunse al conte Carlo Platoni di lasciare Gravago, per ritirarsi a Borgo San Donnino.
In seguito all'abolizione dei diritti feudali sancita da Napoleone per il ducato di Parma e Piacenza nel 1805, Comune Stradella divenne frazione del nuovo comune (o mairie) di Bardi.

## Monumenti e luoghi d'interesse

### Chiesa di San Girolamo

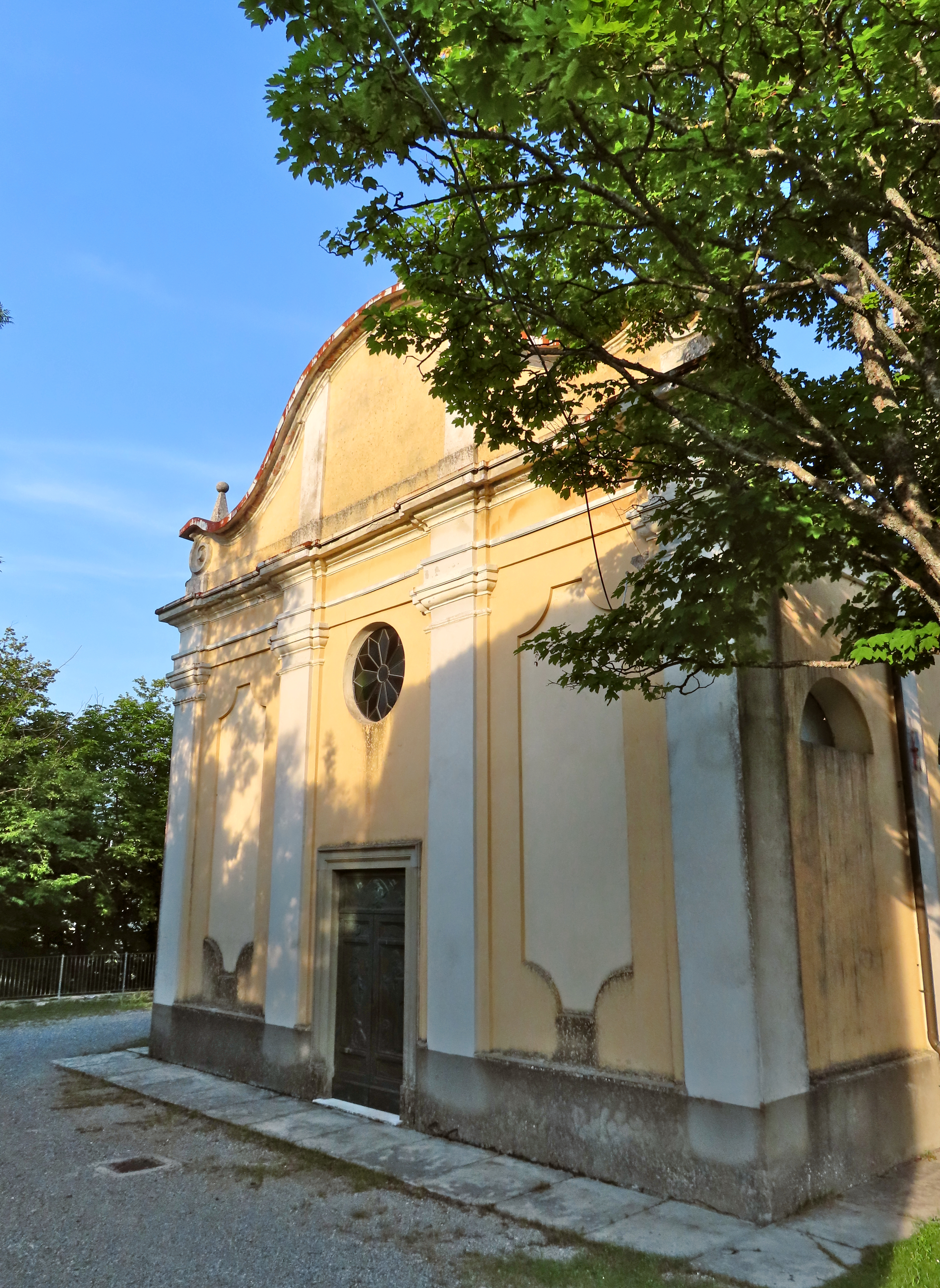
Chiesa di San Girolamo

Menzionata per la prima volta nel XIII secolo, la chiesa fu ristrutturata in forme barocche in epoca imprecisata; consacrata nel 1900, fu restaurata e decorata nel 1993. Il luogo di culto, caratterizzato dalla facciata intonacata tripartita da lesene doriche, è internamente decorato affreschi sulle volte a botte della navata, del presbiterio e delle quattro cappelle laterali.